# Първа моторизирана бойна група
Първа моторизирана бойна група (на италиански: Primo raggruppamento motorizzato) е първото италианско военно съединение, което е създадено след капитулацията (1943) на Италия през Втората световна война, за да участва във военните действия против германските войски в Италия на страната на Съюзниците.

## Начало
На 26 септември 1943 г. в Южна Италия със заповед 70V на Кралската италианска армия се формира съединение, наименувано Първа моторизирана бойна група, което се състои от запазила се част от личния състав италиански дивизии „Леняно“ и „Месина“, оцелели след капитулацията и разоръжаването на италианските войски от германците и Съюзниците. Целта на създаденото поделение е да приеме участие в предстоящите битки за освобождението на Италия от германска окупация. Въпреки настояванията на италианските военни начело с маршал Пиетро Бадолио съюзниците отказват дълго време да разрешат на капитулиралите италианци да вземат участие със свои войски във войната на страната на Антихитлеристката коалиция, докато в края на септември най-накрая разрешават това. Съединението се състои от 5500 души офицери и войници и се командва от генерал Винченцо Дапино дотогава команващ дивизия „Леняно“.

## Боен път
Първа бойна група е включена в състава на 5 американска армия която води боеве с германците на север от Неапол. Задачата на италианското съединение е да разгроми укрепилите се на връх Монте Лунго на участъка Касино германски подразделения и да овладее твърдините. На 8 декември 1943 г. е първото сражение на италианците с германците където италианските войници са изпратени без предварителна артилерийска подготовка и заради това голяма част от тях са изложени на унищожителния огън на немските картечари. Англо-американците не подпомагат италианците, смятайки, че като цяло те не са годни да воюват на която и да е била страна. Желанието на генералите Айзенхауер, Монтгомъри и Патън е в тази битка италианската армия да докаже сама достойнството си с цел те да снемат недоверието си от нея. Въпреки всичко след попълнения на 28 декември 1943 г. и по-задълбочена подготовка италианското съединение отново е изпратено да повтори атаката срещу немците при Монте Лунго и този път подготвени италианците разбиват германските поделения(които имат числено превъзходство)и овладявайки върха изпълняват задачата си, за което са поздравени от командващия 5 американска армия и главнокомандващия англо-американските войски в Италия генерал Дуайт Айзенхауер.
След като изпълняват задачата си обаче, английските командващи, нежелаещи реално италианско участие във войната, снемат от бойната линия италианците и ги прехвърлят временно в тила, но през януари 1944 г. с подкрепата на представителя на СССР в Съюзната контролна комисия за примирието с Италия Андрей Вишински и след допълнителен приток на жива сила – дали чрез наборни рекрути или доброволно, моторизираното съединение прераства в Италиански освободителен корпус, наброяващ 22 хиляди души, който е прехвърлен в състава на 2 полски корпус от 8 британска армия се връща на първа бойна линия на фронта и взима участие в следващите битки за освобождаването на Италия от германските окупатори – Битката при Монте Касино и сраженията на Готската линия в Северна Италия.

## Италиански военни
- генерал Виченцо Дапино – командир
- генерал Умберто Утили
- полковник Джовани Лука
- капитан Тициано Борда
- лейтенант Фабрицио Себастиано Олива
- сержант Урбано Домони
- редник Франческо Джорджио Кристина